# Løntrin
Løntrin er en opdeling af lønniveauer, der bl.a. bruges til at regulere lønstigninger i forhold til anciennitet indenfor det offentlige lønsystem. 
| Økonomi | Spire Denne artikel om økonomi er en spire som bør udbygges. Du er velkommen til at hjælpe Wikipedia ved at udvide den. |